# غو-ستوب

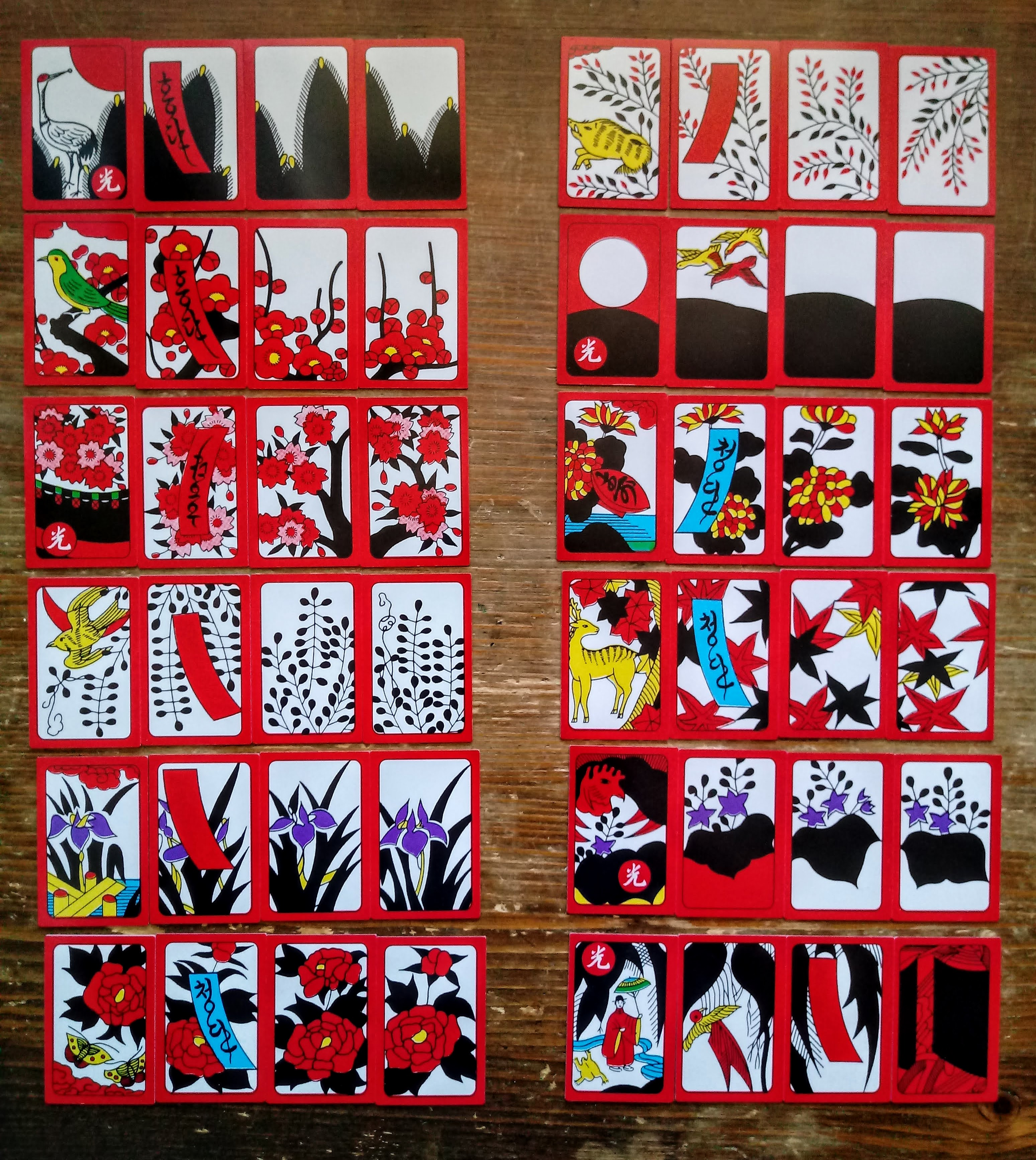

لعبة غو-ستوب (بالكورية: 고스톱, وبالرومنة: Goseutop), وتسمى أيضاً غو-دوري (بالكورية: 고도리، بعد حركة الفوز في اللعبة) وهي لعبة كورية لصيد الورق باستخدام ورق لعب الهانافودا (بالكورية: 화투، وبالرومنة: hwatu) ويمكن أن يطلق على اللعبة ماتقو (بالكورية: 맞고) عندما يكون هناك لاعبين فقط.
تشتق اللعبة من ألعاب يابانية مشابهة في صيد الورق مثل Hana-awase (هانا-اواسي) وHachihachi (هاتشي هاتشي)، كما أن لعبة الهانافودا اليابانية كوي-كوي هي في المقابل مشتقة جزئياً من غو-ستوب.
تحتوي عادةً أوراق الهواتو الكورية الحديثة على أوراق إضافية تم إعدادها خصيصاً للعب غو-ستوب على عكس ورق لعب الهانافودا اليابانية. تحتوي اللعبة عادةً على لاعبين أو ثلاث بالرغم من وجود استثناءات حيث يمكن أن يلعب أربعة لاعبين والهدف من هذه اللعبة هو تسجيل الحد الأدنى لعدد النقاط المحدد مسبقاً، والذي يكون عادة ثلاثة أو سبعة وثم يختار «غو» أو «ستوب» حيث استمد اسم اللعبة من ذلك.
عندما يتم اختيار «غو», فاللعبة تستمر وعدد النقاط أو كمية المال تزداد أولاً ثم تتضاعف ثانياً، ثم الثلاثة أضعاف والأربعة وهكذا.
يعرض اللاعب الذي يختار «غو» لاعب آخر للخطر من إحراز الحد الأدنى والفوز بكل النقاط. وإذا تم اختيار «ستوب» فإن اللعبة تنتهي واللاعب الذي اختار ذلك يقوم بجمع نقاط الفوز.

## نظام اللعبة
من أجل اختيار الموزع للعبة، يجب على كل لاعب التقاط بطاقات عشوائية من الورق ويقع اختيار الموزع على الشخص الذي يختار بطاقة الشهر الأكثر قرباً أو الأكثر بعداً اعتماداً على ما إذا كانت البطاقة لليل أو للنهار. ففي حالة الليل لصالح بطاقة الشهر الأكثر قرباً تكون يناير على سبيل المثال وديسمبر لصالح بطاقة الشهر الأكثر بعداً في حالة النهار (밤일낮장). يقوم الموزع قبل توزيع البطاقات بخلطهم ممسكاً بهم في يده اليسرى مع وضع وجه البطاقات للأسفل ويسحب مجموعة عشوائية من البطاقات باليد اليمنى لجمعها في الأعلى. ويجب على الموزع تكرار هذه العملية عدة مرات لكي تختلط البطاقات بشكل كافي. بعد خلط البطاقات، يقوم الموزع بعرضها للاعب على يساره من أجل أن يقسم البطاقات. إذا كان هناك لاعبين فقط فإن الخصم هو الذي يقوم بذلك.

### التوزيع
- لاعبين: يضع الموزع أربعة أوراق مكشوفة على الطاولة ومن ثم يقوم بتوزيع خمس بطاقات للخصم وخمس بطاقات لنفسه.

- ثلاثة لاعبين: يضع الموزع ثلاث بطاقات مكشوفة على الطاولة ومن ثم يقوم بتوزيع أربع بطاقات لكل لاعب، مبتدئا من اللاعب الذي على يمينه ومستمراً عكس اتجاه عقارب الساعة. وبعد ذلك يضع الموزع ثلاث بطاقات أخرى مكشوفة على الطاولة ويوزع ثلاث بطاقات لكل لاعب، ومرة أخرى يبدأ باللاعب الذي على اليمين.

يتم وضع البطاقات المتبقية مقلوبة في منتصف الطاولة على قمة المجموعة المنفصلة من بطاقات اللعب لتشكل كومة سحب. يقوم اللاعبون قبل بداية اللعب بالبحث عن مجموعة من اثنين أو ثلاثة أو أربع بطاقات لنفس الشهر على الطاولة. وإذا كانت هناك مجموعة فيتم جمعها فوق بعضها وعادة تترك مسافة على الجزء العلوي من كل بطاقة.

## طريقة اللعب
1. تبدأ اللعبة بالموزع وتستمر في عكس اتجاه عقارب الساعة.
2. تبدأ الجولة عندما يحاول اللاعب مطابقة واحدة من البطاقات المكشوفة على الطاولة ببطاقة لديهم من نفس الشهر. إذا كان هناك بطاقتين لنفس الشهر على الطاولة مسبقاً فيمكن للاعب اختيار واحدة منهم. إذا لم يكن لدى اللاعب بطاقات متطابقة مع تلك التي على الطاولة فيقوم بالتخلي عنها لساحة اللعب.
3. تستمر الجولة مع كشف اللاعب للبطاقة العلوية من كومة السحب والبحث عن بطاقة لنفس الشهر على الطاولة. إذا اكتشف اللاعب بطاقة مطابقة على الطاولة فيقوم بجمع كلتا البطاقتين مع البطاقات المتطابقة في الخطوة الثانية.
4. إذا كانت البطاقة المسحوبة من قمة كومة الحسب في الخطوة الثالثة تطابق البطاقتين المتطابقة في الخطوة الثانية فتبقى البطاقات الثلاثة على الطاولة ويعرف هذا باسم «بوك» حتى يقوم لاعب بجمعهم مستخدماً البطاقة الرابعة لنفس الشهر.
5. إذا سحب لاعب بطاقة تطابق التي تم التخلي عنها في الخطوة الثانية فيقوم اللاعب بجمع كلتا البطاقتين بالإضافة إلى بطاقة «بي» واحدة من رصيد كل لاعب ويعرف هذا باسم «تشوك».
6. إذا لعب لاعب بطاقة في الخطوة الثانية حيث هناك بطاقتين متطابقتين على الطاولة بالفعل ثم في الخطوة الثالثة يسحب البطاقة الرابعة المطابقة من كومة السحب فيقوم اللاعب بجمع جميع البطاقات الأربعة بالإضافة إلى بطاقة «بي» واحدة من رصيد كل لاعب ويعرف هذا باسم «تاداك».
7. الهدف من هذه اللعبة هو إنشاء مجموعات تسجيلية لتجميع النقاط وحتى إما ثلاثة (لثلاثة لاعبين) أو سبعة (للاعبين) وحينها يجب اختيار ما بين «غو» أو «ستوب».
8. اللعبة التي تنتهي بدون «غو» وحتى «ستوب» تدعى لعبة ناغاري. ويبقى الموزع وترتيب اللعبة في اللعبة التالية كما هو في لعبة ناغاري وعند انتهاء اللعبة يدين الخاسر بضعف المال للفائز.

## قوانين إضافية
- يمكن لأي لاعب لديه مجموعة من ثلاث بطاقات لنفس الشهر أن يريها للاعبين الآخرين، حيث يدعى ذلك «اهتزاز الورق» أو هُندُم. في كل مرة يقوم فيها لاعب بهز الورق في الجولة الواحدة تتم مضاعفة النقاط النهائية في حالة فوز ذلك اللاعب.

- إذا كان لدى اللاعب مجموعة من ثلاث بطاقات لنفس الشهر في متناول يده والبطاقة الرابعة لنفس الشهر تقع على الطاولة فيمكن للاعب لعب جميع البطاقات الثلاثة في جولة واحدة وتجميع كل الأربعة بطاقات بالإضافة إلى بطاقة «بي» واحدة من رصيد كل لاعب. يعرف هذا باسم بوكتان (بمعنى «القنبلة») ويعد «اهتزاز» الورق قبل لعب بوكتان أمر اختياري. يمكن للاعب الذي لعب بوكتان أن يختار مجاوزة الخطوة الثانية أعلاه فيما لا يقل عن جولتين (أي أن دور اللاعب يتكون فقط من سحب بطاقة واحدة من كومة السحب).

- يمكن لأي لاعب لديه مجموعة من أربع بطاقات لنفس الشهر أن يريها لبقية اللاعبين ويفوز بالجولة مباشرةً.

- إذا كانت هناك مجموعة من ثلاث بطاقات لنفس الشهر على الطاولة فيتم جمعهم في مجموعة واحدة. اللاعب الذي يقوم بجمعها مستخدماً البطاقة الرابعة لذلك الشهر يقوم أيضاً بجمع بطاقة «بي» واحدة من رصيد كل لاعب.

- إذا كانت هناك مجموعة من أربع بطاقات لنفس الشهر على الطاولة، فيتم إعادة خلط الورق وتوزيعها مرة أخرى بواسطة نفس الموزع.

- إذا كانت هناك بطاقة إضافية على الطاولة خلال التوزيع الأول يقوم الموزع بجمعها وكشف البطاقة العلوية من كومة السحب ووضعها على الطاولة.

- إذا تم توزيع بطاقة إضافية على لاعب فيمكن أن يضيفها لمجموعة بطاقاته في بداية أي جولة ويسحب بطاقة من كومة السحب لتحل محلها.

- إذا سحب لاعب بطاقة إضافية من مجموعة السحب خلال دوره الاعتيادي فيقوم بجمعها سوياً بشكل تلقائي مع أي بطاقة مطابقة خلال تلك الجولة، باستثناء في حالة "بوك" حيث يستلزم فيها جميع البطاقات الأربعة (أي الثلاثة بطاقات التابعة لـ “بوك" بالإضافة إلى بطاقة إضافية) أن تبقى على الطاولة.

- يمكن للاعب أن يعرض أوراقه عندما تكون لديه بطاقة فوز خاصة بالآخرين. البطاقة التي عندما يحصل عليها لاعب فإن البقية يفوزون في اللعبة تسمى البطاقة الرابحة. ويسأل اللاعب التالي «هل ستلجأ إلى استعراض البطاقات؟» من أجل التقدم، فإذا أجاب اللاعب التالي «لا» فإن اللاعب يلقي البطاقة الرابحة للاعب آخر. إذا أجاب الجميع «نعم» فإن اللعبة تصبح لعبة ناغاري.

## نظام النقاط
- بطاقات الضوء (كوانغ): هناك طريقة لجمع النقاط في غو-ستوب وهي تجميع بطاقات الضوء (كوانغ). عندما يتم تجميع ثلاث بطاقات كوانغ غير تلك التي لشهر ديسمبر (يشار إليها بـ “بي كوانغ", وبي تعني "المطر") فيسمى هذا "ثلاثة أضواء" (سام كوانغ) ويستحق ثلاثة نقاط ومع ذلك إذا احتوت الثلاثة أضواء على بي كوانغ فيسمى هذا "الثلاثة أضواء المبللة" (بي سام كوانغ) وتستحق نقطتين وعندما يتم جمع أربعة كوانغ فيطلق على هذا "أربعة أضواء" (سا كوانغ) ويستحق أربعة نقاط. ولا يهم ما إذا كانت "بي كوانغ" قد تم إدراجها في "الأربعة أضواء" أم لا. وعندما يتم تجميع جميع بطاقات كوانغ الخمسة يسمى هذا "خمسة أضواء" (أوه كوانغ) ويستحق من خمسة عشر إلى خمسين نقطة اعتمادا على القواعد الموضوعة.

- بطاقات الشريط (تي): وهناك طريقة أخرى لجمع النقاط وهي من خلال بطاقات الشريط حيث تستحق المجموعة من أي خمس بطاقات للشريط على نقطة واحدة وتستحق كل بطاقة شريط إضافية بعد الخمس بطاقات على نقطة واحدة إضافية. وعلى سبيل المثال المجموعة المكونة من ست بطاقات للشريط تستحق نقطتين والمجموعة المكونة من سبع بطاقات للشريط تستحق ثلاثة نقاط. وبالإضافة إلى هذا يمكن جمع النقاط عن طريق تجميع ثلاث بطاقات شريط متطابقة حيث هناك ثلاث بطاقات للشريط الأزرق (تشونغ دان) وثلاث بطاقات للشريط الأحمر مع الشِعْر (هونغ دان) وثلاث بطاقات للشريط الأحمر بدون شعر (تشو دان) (يستثني هذا بطاقة الشريط لشهر ديسمبر والتي هي أيضاً حمراء وبدون شِعْر) وتستحق كل من هذه المجموعات على ثلاثة نقاط. علاوة على ذلك، فإنه يتم جمع الطريقتين في تجميع النقاط بواسطة بطاقات الشريط. إذا قام اللاعب بتجميع ست من بطاقات الشريط متضمنة جميع الثلاث بطاقات للشريط الأحمر وجميع الثلاث بطاقات للشريط الأزرق فيمكن للاعب أن يستحق ثلاث نقاط لهونغ دان وثلاث نقاط لتشونغ دان ونقطتين إضافيتين لامتلاكه ست من بطاقات الشريط ليكون المجموع ثماني نقاط.

- بطاقات الحيوان (كّيُت): الطريقة الثالثة لجمع النقاط هي بواسطة بطاقات الحيوان حيث نظام النقاط فيها مشابه تماماً لنظام النقاط في بطاقات الشريط. تستحق المجموعة من أي خمس بطاقات الحيوان على نقطة واحدة وتستحق كل بطاقة حيوان إضافية بعد الخمس بطاقات على نقطة واحدة إضافية. على سبيل المثال تستحق المجموعة من ست من بطاقات الحيوان على نقطتين وتستحق المجموعة من سبع من بطاقات الحيوان على ثلاثة نقاط. وبالإضافة إلى هذا، إذا كان قد تجميع بين بطاقات الحيوان مجموعة خاصة من ثلاث بطاقات مكونة من الإوز والوقواق والعندليب فيطلق عليها غودوري (بمعنى «خمسة طيور») وتستحق خمسة نقاط (على الرغم من أن بطاقة الحيوان لشهر ديسمبر أيضاً تعرض طيراً لكنها تستبعد كما هو الحال مع بطاقات الضوء وبطاقات الشريط). كلتا الطريقتين للتسجيل يتم جمعها كما هو الحال مع بطاقات الشريط. وبالتالي إذا قام اللاعب بجمع ست من بطاقات الحيوان، بما في ذلك غودوري فيمكن للاعب أن يستحق خمس نقاط لغودوري ونقطتين إضافيتين لحصوله على ست من بطاقات الحيوان ليصبح المجموع سبعة نقاط.

- البطاقات غير الهامة (بي): الطريقة الرابعة والأكثر شيوعاً هي جمع النقاط بواسطة تجميع البطاقات غير الهامة حيث تستحق أي مجموعة من عشر بطاقات غير الهامة على نقطة واحدة وتستحق كل بطاقة إضافية بعد العشر بطاقات على نقطة واحدة إضافية. وبالإضافة إلى هذا هناك بطاقات غير الهامة خاصة ويطلق عليها ضعف البطاقات غير الهامة (سَّانغ بي) حيث تحسب كبطاقتين وأيضاً في العادة يتم احتساب البطاقات الإضافية المشار إليها بالأعلى كبطاقتين من غير الهامة.

عندما يقوم لاعب بجمع ثلاثة نقاط على الأقل (لثلاثة لاعبين) أو سبعة نقاط (للاعبين) فيجب عليه أن يقرر ما إذا كانوا سيستمرون في الجولة باختيار «غو» أو اختتام الجولة باختيار «ستوب». فإذا قال اللاعب «غو» مرة فيجب عليه أن يزيد مجموع نقاطه بنقطة واحدة على الأقل ليحصل على فرصة أخرى من أجل اختيار «غو» أو «ستوب». ويحصل اللاعب الذي يختار «غو» مرة على نقطة واحدة مضافة إلى مجموع نقاطه النهائي وتتم إضافة نقطتين مع اثنين من «غو». ويتضاعف مجموع النقاط مع «غو» الثالثة وبعد «غو» الثالثة (والتي يتم فيها ضرب النتيجة في اثنين) يتم ضرب النتيجة في الرقم الأول الأقل من عدد المرات التي أختار فيها اللاعب «غو». ومع ذلك يجب على الفائز قبل اختيار «غو» أن يأخذ في عين الاعتبار ما إذا كان بإمكان لاعب آخر زيادة مجموع نقاطه لثلاث أو سبع نقاط على الأقل خلال الجولة القادمة.
حين يتم اختيار «ستوب» يحصل أي من اللاعبين غير الفائزين من الذي اختاروا «غو» على عقابهم (محسوبة من مجموع نقاط اللاعب الفائز) مضاعفاً ويطلق على هذا غو باك. إذا لم يمتلك لاعب غير الفائز على أي من بطاقات الضوء عندما يجمع الفائز النقاط ببطاقات الضوء فينال اللاعب الذي بدون بطاقات الضوء على جزائه مضاعفاً ويعرف هذا باسم كوانغ باك. وعلاوة على ذلك إذا امتلك لاعب غير الفائز على أقل من ست بطاقات غير الهامة واللاعب قد قام بتجميع النقاط بواسطتها فينال اللاعب غير الفائز على جزائه مضاعفاً ويعرف هذا باسم بّي باك وكل هذه تراكمية.
وعلى سبيل المثال، إذا قام لاعب بتجميع سبعة أو أكثر من النقاط بواسطة بطاقات الشريط والحيوان فقط فيمكن للاعب حينها أن يختار «غو». ولكن إذا قام لاعب آخر بتجميع سبعة نقاط على الأقل بواسطة كلتا بطاقات الضوء والبطاقات غير الهامة وبالتالي يختار «ستوب» قبل منح اللاعب الأول فرصة أخرى لاختيار «غو» أو «ستوب» فإن اللاعب الأولى يخضع لغو باك وكوانغ باك وبي باك وبالتالي تتم مضاعفة عقوبة اللاعب ثلاث مرات وبعبارة أخرى تكون مضروبة في ثمانية.

## المقامرة
تستخدم اللعبة عادة كشكل خفيف من القمار ومع ذلك يمكن لعب اللعبة دون تدخل المال. تعد اللعبة أكثر تسلية بتضمنها على روح القمار حيث تلعب العوائل عادة بـ 100 وون (~0.09 دولار) لكل نقطة ومع ذلك يمكن تخصيص أي مبلغ للنقطة. 
تلعب اللعبة بحذر كبير خارج منزل الأسرة إن حدث. حيث يجلب جانب المقامرة على عدم الثقة بسبب الغش بما في ذلك من أمثلة شائعة مثل إخفاء البطاقات وإقحام البطاقات الدخيلة في سبيل تحسين الجولة.